# Fondamenti della matematica

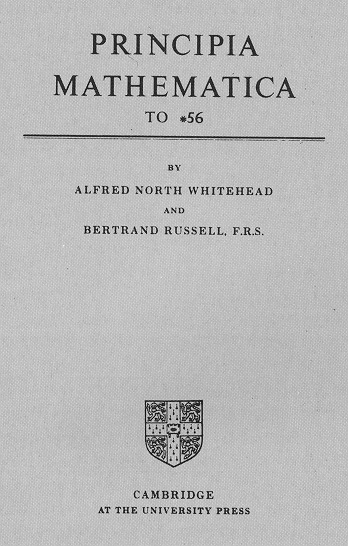
Nei Principia Mathematica, Bertrand Russell e Alfred North Whitehead propongono di fondare la matematica su basi logiche

Per fondamenti della matematica si intende lo studio delle basi logiche e filosofiche della matematica.

## Contesto storico
Verso la fine dell'Ottocento e l'inizio del Novecento alcuni matematici, tra cui Gottlob Frege, David Hilbert, Bertrand Russell e Alfred North Whitehead, hanno fatto vedere come tutta la matematica sviluppata fino ad allora poggiasse su concetti primitivi dati per scontati, come per esempio gli Elementi di Euclide, che si fondano su assiomi e postulati ritenuti di per sé evidenti.
Si è quindi verificata una situazione nota come crisi dei fondamenti della matematica. Ne è sorto un dibattito, svoltosi principalmente nel primo trentennio del Novecento, con cui si è cercato di definire una teoria assiomatica coerente, fondata su basi logiche.
D'altra parte gli studiosi non hanno raggiunto un accordo su quali debbano essere le basi filosofiche e il sistema formale su cui poggiare l'intera struttura della matematica. Sono state sviluppate diverse correnti di pensiero, che si possono riassumere nelle seguenti.

### Il logicismo
Il logicismo è stato proposto Gottlob Frege e Bertrand Russell, per quanto già Leibniz avesse cercato di stabilire un sistema formale basato sulla logica matematica. Secondo i fautori di questa corrente la matematica presenta due caratteristiche: la generalità dei contenuti, cioè sono esclusi casi particolari, e la deducibiltà delle affermazioni, cioè le inferenze che strutturano i teoremi matematici sono delle implicazioni formali (esse non definiscono le proposizioni stesse, ma la necessità della loro connessione). 
Ne consegue che è possibile ridurre tutte le teorie matematiche a fondamenti logici, essendo le leggi della logica le leggi del « vero ». Per esempio, la definizione logica di numero, lungi dall'essere riducibile all'operazione concreta di numerazione degli oggetti, consiste nel riferimento all'uguaglianza numerica di due classi (due classi hanno lo stesso numero se è possibile stabilire una corrispondenza biunivoca tra i loro elementi). Il logicismo ha incontrato tuttavia, fin dall'inizio, delle reali difficoltà, in quanto si legava ontologicamente ai rapporti tra le classi. È noto infatti che la teoria delle classi porta a dei paradossi logici, che hanno condotto alla necessità di chiarire gli assiomi.

### Il formalismo
Il formalismo, proposto inizialmente da David Hilbert, sostiene che la matematica deve essere considerata una costruzione della mente umana. Il compito dei matematici è di dedurre dei teoremi a partire da assiomi che non devono essere né veri né falsi. La validità dei risultati non si basa più sulla struttura degli enunciati, e neppure sulla loro natura. La verità delle teorie matematiche è ridotta alla loro coerenza interna, cioè alla non contraddizione delle proposizioni.
Il dibattito sulla concezione formalista è stato rilanciato dal teorema d'incompletezza di Gödel, che afferma che ogni sistema formale, coerente e ricorsivo, concernente l'aritmetica, contiene almeno una proposizione che è sia non dimostrabile che non refutabile; tale proposizione è tuttavia « vera » nel senso intuitivo del termine, in quanto essa in effetti formalizza l'affermazione secondo la quale la teoria è coerente, ciò che si era supposto all'inizio.

### L'intuizionismo
L'intuizionismo, proposto dall'olandese Jan Brouwer, sostiene che i fondamenti della matematica sono essenzialmente intuitivi. Senza l'intuizione la logica si rivelerebbe sterile. Questa impostazione di pensiero conduce a conseguenze importanti. La scuola intuizionistica, per esempio, non accetta il principio del terzo escluso, cioè non si può eliminare la doppia negazione, ciò che fa invece scuola logica classica. Una proposizione « non non p » non si può considerare equivalente a « p ». Ne segue che tale uguaglianza non può essere usata in un teorema. Secondo la scuola intuizionistica si può invece dire « q implica r », nel senso che partendo da una dimostrazione di q si può costruire una dimostrazione di r, mentre una dimostrazione di « non non p » non permette di costruire una dimostrazione di « p ».
Brower concepiva l'intuizionismo come una posizione in netta contrapposizione con il formalismo di Hilbert, e accolse con scetticismo anche una successiva teoria formalistica proposta da Arend Heyting.
In seguito alcuni matematici, tra cui lo stesso Brouwer, proposero una concezione della matematica detta costruttivismo, secondo la quale un ente matematico può essere accettato come vero solo se può essere costruito.